# Sophie Moyse
Pour les articles homonymes, voir Moyse.
Sophie Moyse, née le 20 février 1961 à Rouen et morte le 21 janvier 2020 dans la même ville, est une actrice française qui a principalement tourné avec Jean-Pierre Mocky, dont elle fut la compagne.

## Biographie
Sophie Moyse a été élève de Jean Chevrin au Conservatoire d'art dramatique de Rouen à la fin des années 1970.
D'abord monteuse, Sophie Moyse devient actrice. Jean-Pierre Mocky met à profit sa plastique avantageuse dans quelques films où elle joue des rôles de jeune fille sexy.
Le 21 janvier 2020, elle meurt à 58 ans, dans l'incendie de son domicile survenu à Rouen,.

## Filmographie
- 1979 : Le Piège à cons de Jean-Pierre Mocky
- 1984 : À mort l'arbitre de Jean-Pierre Mocky
- 1985 : Le Pactole de Jean-Pierre Mocky
- 1986 : La Machine à découdre de Jean-Pierre Mocky
- 1987 : Le Miraculé de Jean-Pierre Mocky
- 1987 : Agent trouble de Jean-Pierre Mocky
- 1988 : Les Saisons du plaisir de Jean-Pierre Mocky
- 1988 : Une nuit à l'Assemblée nationale de Jean-Pierre Mocky : Olympe